# Lijst van Sphenomorphinae
Onderstaand een lijst van alle soorten skinken uit de onderfamilie Sphenomorphinae. Er zijn 581 soorten in 36 geslachten, zes geslachten zijn monotypisch en worden slechts door een enkele soort vertegenwoordigd. 
- Soort Anomalopus brevicollis
- Soort Anomalopus gowi
- Soort Anomalopus leuckartii
- Soort Anomalopus mackayi
- Soort Anomalopus pluto
- Soort Anomalopus swansoni
- Soort Anomalopus verreauxii
- Soort Asymblepharus alaicus
- Soort Asymblepharus eremchenkoi
- Soort Asymblepharus himalayanus
- Soort Asymblepharus ladacensis
- Soort Asymblepharus mahabharatus
- Soort Asymblepharus nepalensis
- Soort Asymblepharus sikimmensis
- Soort Asymblepharus tragbulense
- Soort Calyptotis lepidorostrum
- Soort Calyptotis ruficauda
- Soort Calyptotis scutirostrum
- Soort Calyptotis temporalis
- Soort Calyptotis thorntonensis
- Soort Coeranoscincus frontalis
- Soort Coeranoscincus reticulatus
- Soort Coggeria naufragus
- Soort Concinnia amplus
- Soort Concinnia brachyosoma
- Soort Concinnia frerei
- Soort Concinnia martini
- Soort Concinnia queenslandiae
- Soort Concinnia sokosoma
- Soort Concinnia spinosa
- Soort Concinnia tenuis
- Soort Concinnia tigrinus
- Soort Ctenotus agrestis
- Soort Ctenotus alacer
- Soort Ctenotus alleni
- Soort Ctenotus allotropis
- Soort Ctenotus angusticeps
- Soort Ctenotus aphrodite
- Soort Ctenotus arcanus
- Soort Ctenotus ariadnae
- Soort Ctenotus arnhemensis
- Soort Ctenotus astarte
- Soort Ctenotus astictus
- Soort Ctenotus atlas
- Soort Ctenotus australis
- Soort Ctenotus borealis
- Soort Ctenotus brevipes
- Soort Ctenotus brooksi
- Soort Ctenotus burbidgei
- Soort Ctenotus calurus
- Soort Ctenotus capricorni
- Soort Ctenotus catenifer
- Soort Ctenotus coggeri
- Soort Ctenotus colletti
- Soort Ctenotus decaneurus
- Soort Ctenotus delli
- Soort Ctenotus duricola
- Soort Ctenotus dux
- Soort Ctenotus ehmanni
- Soort Ctenotus essingtonii
- Soort Ctenotus euclae
- Soort Ctenotus eurydice
- Soort Ctenotus eutaenius
- Soort Ctenotus gagudju
- Soort Ctenotus gemmula
- Soort Ctenotus grandis
- Soort Ctenotus greeri
- Soort Ctenotus halysis
- Soort Ctenotus hanloni
- Soort Ctenotus hebetior
- Soort Ctenotus hilli
- Soort Ctenotus iapetus
- Soort Ctenotus impar
- Soort Ctenotus ingrami
- Soort Ctenotus inornatus
- Soort Ctenotus joanae
- Soort Ctenotus kurnbudj
- Soort Ctenotus labillardieri
- Soort Ctenotus lancelini
- Soort Ctenotus lateralis
- Soort Ctenotus leae
- Soort Ctenotus leonhardii
- Soort Ctenotus maryani
- Soort Ctenotus mastigura
- Soort Ctenotus mesotes
- Soort Ctenotus militaris
- Soort Ctenotus mimetes
- Soort Ctenotus monticola
- Soort Ctenotus nasutus
- Soort Ctenotus nigrilineatus
- Soort Ctenotus nullum
- Soort Ctenotus olympicus
- Soort Ctenotus ora
- Soort Ctenotus orientalis
- Soort Ctenotus pallasotus
- Soort Ctenotus pallescens
- Soort Ctenotus pantherinus
- Soort Ctenotus piankai
- Soort Ctenotus pulchellus
- Soort Ctenotus quattuordecimlineatus
- Soort Ctenotus quinkan
- Soort Ctenotus quirinus
- Soort Ctenotus rawlinsoni
- Soort Ctenotus regius
- Soort Ctenotus rhabdotus
- Soort Ctenotus rimacolus
- Soort Ctenotus robustus
- Soort Ctenotus rosarium
- Soort Ctenotus rubicundus
- Soort Ctenotus rufescens
- Soort Ctenotus rutilans
- Soort Ctenotus schevilli
- Soort Ctenotus schomburgkii
- Soort Ctenotus septenarius
- Soort Ctenotus serotinus
- Soort Ctenotus serventyi
- Soort Ctenotus spaldingi
- Soort Ctenotus storri
- Soort Ctenotus strauchii
- Soort Ctenotus striaticeps
- Soort Ctenotus stuarti
- Soort Ctenotus superciliaris
- Soort Ctenotus taeniatus
- Soort Ctenotus taeniolatus
- Soort Ctenotus tanamiensis
- Soort Ctenotus tantillus
- Soort Ctenotus terrareginae
- Soort Ctenotus uber
- Soort Ctenotus vagus
- Soort Ctenotus vertebralis
- Soort Ctenotus xenopleura
- Soort Ctenotus youngsoni
- Soort Ctenotus zastictus
- Soort Ctenotus zebrilla
- Soort Eremiascincus antoniorum
- Soort Eremiascincus brongersmai
- Soort Eremiascincus butlerorum
- Soort Eremiascincus douglasi
- Soort Eremiascincus emigrans
- Soort Eremiascincus fasciolatus
- Soort Eremiascincus intermedius
- Soort Eremiascincus isolepis
- Soort Eremiascincus musivus
- Soort Eremiascincus pallidus
- Soort Eremiascincus pardalis
- Soort Eremiascincus phantasmus
- Soort Eremiascincus richardsonii
- Soort Eremiascincus rubiginosus
- Soort Eremiascincus timorensis
- Soort Eulamprus heatwolei
- Soort Eulamprus kosciuskoi
- Soort Eulamprus leuraensis
- Soort Eulamprus quoyii
- Soort Eulamprus tympanum
- Soort Fojia bumui
- Soort Glaphyromorphus clandestinus
- Soort Glaphyromorphus cracens
- Soort Glaphyromorphus crassicaudus
- Soort Glaphyromorphus darwiniensis
- Soort Glaphyromorphus fuscicaudis
- Soort Glaphyromorphus mjobergi
- Soort Glaphyromorphus nigricaudis
- Soort Glaphyromorphus nyanchupinta
- Soort Glaphyromorphus othelarrni
- Soort Glaphyromorphus pumilus
- Soort Glaphyromorphus punctulatus
- Soort Hemiergis decresiensis
- Soort Hemiergis gracilipes
- Soort Hemiergis initialis
- Soort Hemiergis millewae
- Soort Hemiergis peronii
- Soort Hemiergis quadrilineata
- Soort Hemiergis talbingoensis
- Soort Insulasaurus arborens
- Soort Insulasaurus traanorum
- Soort Insulasaurus victoria
- Soort Insulasaurus wrighti
- Soort Isopachys anguinoides
- Soort Isopachys borealis
- Soort Isopachys gyldenstolpei
- Soort Isopachys roulei
- Soort Kaestlea beddomii
- Soort Kaestlea bilineata
- Soort Kaestlea laterimaculata
- Soort Kaestlea palnica
- Soort Kaestlea travancorica
- Soort Lankascincus deignani
- Soort Lankascincus deraniyagalae
- Soort Lankascincus dorsicatenatus
- Soort Lankascincus fallax
- Soort Lankascincus gansi
- Soort Lankascincus greeri
- Soort Lankascincus munindradasai
- Soort Lankascincus sripadensis
- Soort Lankascincus taprobanensis
- Soort Lankascincus taylori
- Soort Larutia larutensis
- Soort Larutia miodactyla
- Soort Larutia nubisilvicola
- Soort Larutia penangensis
- Soort Larutia puehensis
- Soort Larutia seribuatensis
- Soort Larutia sumatrensis
- Soort Larutia trifasciata
- Soort Leptoseps osellai
- Soort Leptoseps poilani
- Soort Lerista aericeps
- Soort Lerista allanae
- Soort Lerista allochira
- Soort Lerista ameles
- Soort Lerista amicorum
- Soort Lerista apoda
- Soort Lerista arenicola
- Soort Lerista axillaris
- Soort Lerista baynesi
- Soort Lerista bipes
- Soort Lerista borealis
- Soort Lerista bougainvillii
- Soort Lerista bunglebungle
- Soort Lerista carpentariae
- Soort Lerista chordae
- Soort Lerista christinae
- Soort Lerista cinerea
- Soort Lerista clara
- Soort Lerista colliveri
- Soort Lerista connivens
- Soort Lerista desertorum
- Soort Lerista distinguenda
- Soort Lerista dorsalis
- Soort Lerista edwardsae
- Soort Lerista elegans
- Soort Lerista elongata
- Soort Lerista emmotti
- Soort Lerista eupoda
- Soort Lerista flammicauda
- Soort Lerista fragilis
- Soort Lerista frosti
- Soort Lerista gascoynensis
- Soort Lerista gerrardii
- Soort Lerista greeri
- Soort Lerista griffini
- Soort Lerista haroldi
- Soort Lerista hobsoni
- Soort Lerista humphriesi
- Soort Lerista ingrami
- Soort Lerista ips
- Soort Lerista jacksoni
- Soort Lerista kalumburu
- Soort Lerista karlschmidti
- Soort Lerista kendricki
- Soort Lerista kennedyensis
- Soort Lerista kingi
- Soort Lerista labialis
- Soort Lerista lineata
- Soort Lerista lineopunctulata
- Soort Lerista macropisthopus
- Soort Lerista maculosa
- Soort Lerista micra
- Soort Lerista microtis
- Soort Lerista miopus
- Soort Lerista muelleri
- Soort Lerista neander
- Soort Lerista nevinae
- Soort Lerista nichollsi
- Soort Lerista occulta
- Soort Lerista onsloviana
- Soort Lerista orientalis
- Soort Lerista petersoni
- Soort Lerista picturata
- Soort Lerista planiventralis
- Soort Lerista praefrontalis
- Soort Lerista praepedita
- Soort Lerista punctatovittata
- Soort Lerista puncticauda
- Soort Lerista quadrivincula
- Soort Lerista robusta
- Soort Lerista rochfordensis
- Soort Lerista rolfei
- Soort Lerista separanda
- Soort Lerista simillima
- Soort Lerista speciosa
- Soort Lerista stictopleura
- Soort Lerista storri
- Soort Lerista stylis
- Soort Lerista taeniata
- Soort Lerista talpina
- Soort Lerista terdigitata
- Soort Lerista timida
- Soort Lerista tridactyla
- Soort Lerista uniduo
- Soort Lerista vanderduysi
- Soort Lerista varia
- Soort Lerista verhmens
- Soort Lerista vermicularis
- Soort Lerista viduata
- Soort Lerista vittata
- Soort Lerista walkeri
- Soort Lerista wilkinsi
- Soort Lerista xanthura
- Soort Lerista yuna
- Soort Lerista zietzi
- Soort Lerista zonulata
- Soort Lipinia albodorsalis
- Soort Lipinia auriculata
- Soort Lipinia cheesmanae
- Soort Lipinia inconspicua
- Soort Lipinia inexpectata
- Soort Lipinia infralineolata
- Soort Lipinia leptosoma
- Soort Lipinia longiceps
- Soort Lipinia macrotympanum
- Soort Lipinia miangensis
- Soort Lipinia nitens
- Soort Lipinia noctua
- Soort Lipinia nototaenia
- Soort Lipinia occidentalis
- Soort Lipinia pulchella
- Soort Lipinia pulchra
- Soort Lipinia quadrivittata
- Soort Lipinia rabori
- Soort Lipinia relicta
- Soort Lipinia rouxi
- Soort Lipinia sekayuensis
- Soort Lipinia semperi
- Soort Lipinia septentrionalis
- Soort Lipinia subvittata
- Soort Lipinia surda
- Soort Lipinia venemai
- Soort Lipinia vittigera
- Soort Lipinia vulcania
- Soort Lipinia zamboangensis
- Soort Notoscincus butleri
- Soort Notoscincus ornatus
- Soort Ophioscincus cooloolensis
- Soort Ophioscincus ophioscincus
- Soort Ophioscincus truncatus
- Soort Otosaurus cumingi
- Soort Papuascincus buergersi
- Soort Papuascincus morokanus
- Soort Papuascincus phaeodes
- Soort Papuascincus stanleyanus
- Soort Parvoscincus abstrusus
- Soort Parvoscincus agtorum
- Soort Parvoscincus arvindiesmosi
- Soort Parvoscincus aurorus
- Soort Parvoscincus banahaoensis
- Soort Parvoscincus beyeri
- Soort Parvoscincus boyingi
- Soort Parvoscincus decipiens
- Soort Parvoscincus duwendorum
- Soort Parvoscincus hadros
- Soort Parvoscincus igorotorum
- Soort Parvoscincus jimmymcguirei
- Soort Parvoscincus kitangladensis
- Soort Parvoscincus laterimaculatus
- Soort Parvoscincus lawtoni
- Soort Parvoscincus leucospilos
- Soort Parvoscincus luzonense
- Soort Parvoscincus manananggalae
- Soort Parvoscincus palaliensis
- Soort Parvoscincus palawanensis
- Soort Parvoscincus sisoni
- Soort Parvoscincus steerei
- Soort Parvoscincus tagapayo
- Soort Parvoscincus tikbalangi
- Soort Pinoyscincus abdictus
- Soort Pinoyscincus coxi
- Soort Pinoyscincus jagori
- Soort Pinoyscincus llanosi
- Soort Pinoyscincus mindanensis
- Soort Prasinohaema flavipes
- Soort Prasinohaema parkeri
- Soort Prasinohaema prehensicauda
- Soort Prasinohaema semoni
- Soort Prasinohaema virens
- Soort Ristella beddomii
- Soort Ristella guentheri
- Soort Ristella rurkii
- Soort Ristella travancorica
- Soort Saiphos equalis
- Soort Scincella apraefrontalis
- Soort Scincella assata
- Soort Scincella barbouri
- Soort Scincella boettgeri
- Soort Scincella capitanea
- Soort Scincella caudaequinae
- Soort Scincella cherriei
- Soort Scincella darevskii
- Soort Scincella devorator
- Soort Scincella doriae
- Soort Scincella forbesora
- Soort Scincella formosensis
- Soort Scincella gemmingeri
- Soort Scincella huanrenensis
- Soort Scincella incerta
- Soort Scincella kikaapoa
- Soort Scincella lateralis
- Soort Scincella macrotis
- Soort Scincella melanosticta
- Soort Scincella modesta
- Soort Scincella monticola
- Soort Scincella nigrofasciata
- Soort Scincella ochracea
- Soort Scincella potanini
- Soort Scincella przewalskii
- Soort Scincella punctatolineata
- Soort Scincella rara
- Soort Scincella reevesii
- Soort Scincella rufocaudata
- Soort Scincella rupicola
- Soort Scincella schmidti
- Soort Scincella silvicola
- Soort Scincella tsinlingensis
- Soort Scincella vandenburghi
- Soort Scincella victoriana
- Soort Silvascincus murrayi
- Soort Silvascincus tryoni
- Soort Sphenomorphus acutus
- Soort Sphenomorphus aignanus
- Soort Sphenomorphus alfredi
- Soort Sphenomorphus annectens
- Soort Sphenomorphus anomalopus
- Soort Sphenomorphus anotus
- Soort Sphenomorphus apalpebratus
- Soort Sphenomorphus bacboensis
- Soort Sphenomorphus bignelli
- Soort Sphenomorphus brunneus
- Soort Sphenomorphus buenloicus
- Soort Sphenomorphus buettikoferi
- Soort Sphenomorphus cameronicus
- Soort Sphenomorphus capitolythos
- Soort Sphenomorphus celebense
- Soort Sphenomorphus cinereus
- Soort Sphenomorphus concinnatus
- Soort Sphenomorphus consobrinus
- Soort Sphenomorphus cophias
- Soort Sphenomorphus courcyanum
- Soort Sphenomorphus cranei
- Soort Sphenomorphus crassus
- Soort Sphenomorphus cryptotis
- Soort Sphenomorphus cyanolaemus
- Soort Sphenomorphus darlingtoni
- Soort Sphenomorphus dekkerae
- Soort Sphenomorphus derooyae
- Soort Sphenomorphus diwata
- Soort Sphenomorphus dussumieri
- Soort Sphenomorphus fasciatus
- Soort Sphenomorphus forbesi
- Soort Sphenomorphus fragilis
- Soort Sphenomorphus fragosus
- Soort Sphenomorphus fuscolineatus
- Soort Sphenomorphus grandisonae
- Soort Sphenomorphus granulatus
- Soort Sphenomorphus haasi
- Soort Sphenomorphus helenae
- Soort Sphenomorphus incognitus
- Soort Sphenomorphus indicus
- Soort Sphenomorphus jobiensis
- Soort Sphenomorphus kinabaluensis
- Soort Sphenomorphus latifasciatus
- Soort Sphenomorphus leptofasciatus
- Soort Sphenomorphus lineopunctulatus
- Soort Sphenomorphus longicaudatus
- Soort Sphenomorphus loriae
- Soort Sphenomorphus louisiadensis
- Soort Sphenomorphus maculatus
- Soort Sphenomorphus maculicollus
- Soort Sphenomorphus maindroni
- Soort Sphenomorphus malaisei
- Soort Sphenomorphus malayanum
- Soort Sphenomorphus megalops
- Soort Sphenomorphus melanopogon
- Soort Sphenomorphus meyeri
- Soort Sphenomorphus microtympanus
- Soort Sphenomorphus mimicus
- Soort Sphenomorphus mimikanum
- Soort Sphenomorphus minutus
- Soort Sphenomorphus modigliani
- Soort Sphenomorphus muelleri
- Soort Sphenomorphus multisquamatus
- Soort Sphenomorphus murudensis
- Soort Sphenomorphus necopinatus
- Soort Sphenomorphus neuhaussi
- Soort Sphenomorphus nigriventris
- Soort Sphenomorphus nigrolabris
- Soort Sphenomorphus nigrolineatus
- Soort Sphenomorphus oligolepis
- Soort Sphenomorphus orientale
- Soort Sphenomorphus papuae
- Soort Sphenomorphus praesignis
- Soort Sphenomorphus pratti
- Soort Sphenomorphus puncticentralis
- Soort Sphenomorphus rarus
- Soort Sphenomorphus rufus
- Soort Sphenomorphus sabanus
- Soort Sphenomorphus sananus
- Soort Sphenomorphus sanctus
- Soort Sphenomorphus sarasinorum
- Soort Sphenomorphus schlegeli
- Soort Sphenomorphus schultzei
- Soort Sphenomorphus scotophilus
- Soort Sphenomorphus scutatus
- Soort Sphenomorphus senja
- Soort Sphenomorphus sheai
- Soort Sphenomorphus shelfordi
- Soort Sphenomorphus simus
- Soort Sphenomorphus solomonis
- Soort Sphenomorphus stellatus
- Soort Sphenomorphus striolatus
- Soort Sphenomorphus sungaicolus
- Soort Sphenomorphus taiwanensis
- Soort Sphenomorphus tanahtinggi
- Soort Sphenomorphus tanneri
- Soort Sphenomorphus taylori
- Soort Sphenomorphus tenuiculus
- Soort Sphenomorphus tersus
- Soort Sphenomorphus tetradactylus
- Soort Sphenomorphus tonkinensis
- Soort Sphenomorphus transversus
- Soort Sphenomorphus tridigitus
- Soort Sphenomorphus tritaeniatus
- Soort Sphenomorphus tropidonotus
- Soort Sphenomorphus undulatus
- Soort Sphenomorphus vanheurni
- Soort Sphenomorphus variegatus
- Soort Sphenomorphus wollastoni
- Soort Sphenomorphus woodfordi
- Soort Sphenomorphus zimmeri
- Soort Tropidophorus assamensis
- Soort Tropidophorus baconi
- Soort Tropidophorus baviensis
- Soort Tropidophorus beccarii
- Soort Tropidophorus berdmorei
- Soort Tropidophorus boehmei
- Soort Tropidophorus brookei
- Soort Tropidophorus cocincinensis
- Soort Tropidophorus davaoensis
- Soort Tropidophorus grayi
- Soort Tropidophorus guangxiensis
- Soort Tropidophorus hainanus
- Soort Tropidophorus hangnam
- Soort Tropidophorus iniquus
- Soort Tropidophorus laotus
- Soort Tropidophorus latiscutatus
- Soort Tropidophorus matsuii
- Soort Tropidophorus microlepis
- Soort Tropidophorus micropus
- Soort Tropidophorus misaminius
- Soort Tropidophorus mocquardii
- Soort Tropidophorus murphyi
- Soort Tropidophorus noggei
- Soort Tropidophorus partelloi
- Soort Tropidophorus perplexus
- Soort Tropidophorus robinsoni
- Soort Tropidophorus sebi
- Soort Tropidophorus sinicus
- Soort Tropidophorus thai
- Soort Tumbunascincus luteilateralis
- Soort Tytthoscincus aesculeticola
- Soort Tytthoscincus atrigularis
- Soort Tytthoscincus batupanggah
- Soort Tytthoscincus biparietalis
- Soort Tytthoscincus bukitensis
- Soort Tytthoscincus butleri
- Soort Tytthoscincus hallieri
- Soort Tytthoscincus ishaki
- Soort Tytthoscincus jaripendek
- Soort Tytthoscincus kakikecil
- Soort Tytthoscincus keciktuek
- Soort Tytthoscincus langkawiensis
- Soort Tytthoscincus leproauricularis
- Soort Tytthoscincus martae
- Soort Tytthoscincus monticolus
- Soort Tytthoscincus panchorensis
- Soort Tytthoscincus parvus
- Soort Tytthoscincus perhentianensis
- Soort Tytthoscincus sibuensis
- Soort Tytthoscincus temasekensis
- Soort Tytthoscincus temengorensis
- Soort Tytthoscincus temmincki
- Soort Tytthoscincus textus